# Kai Trump
Kai Madison Trump (født 12. maj 2007) er en amerikansk medieperson. Hun er det ældste barnebarn af den amerikanske præsident Donald Trump og er en aktiv influencer på de sociale medier, hvor hun har flere millioner følgere.

## Baggrund
Kai Trump er datter af Donald Trump Jr. og hans tidligere kone Vanessa Trump. Vanessa Trump har danske aner, og Kai er opkaldt efter sin danske oldefar, jazzmusikeren Kai Peter Anthon Ewans, der udvandrede til USA i 1950'erne. Kai Trump går på The Benjamin School i Florida, er en professionel golfspiller og bruger meget tid på de sociale medier. Hun blev kendt i en bredere kreds og opnåede et markant større antal følgere, efter at hun holdt en tale som støtte til sin bedstefar på det republikanske partikonvent i 2024. I maj 2025 havde hun ca. 4½ millioner følgere tilsammen på Instagram, YouTube og TikTok.
Ifølge bl.a. det britiske magasin The Spectator vurderes hendes indsats på de sociale medier at være del i en bevidst pressestrategi, der især skal indfange unge amerikanere, hvor hun " viser den bløde, feminine side af Trump-dynastiet".